# Beatrix Philipp
Pour les articles homonymes, voir Philipp.
Beatrix Philipp (7 juillet 1945 - 1er mai 2019) est une femme politique allemande. 